# 朝日村 (福島県)
朝日村（あさひむら）は福島県南会津郡にあった村。現在の只見町中部、伊南川下流域、支流の黒谷川流域にあたる。

## 地理
- 山：大砲山、笠山、突滝沢山、城郭朝日山、恵羅窪山、小手沢山、山毛欅沢山、小沢山、稲子山、坪入山、高幽山、梵天岳、丸山岳、長須が玉、丸山、小倉山、戸倉山、汝倉山、丸山（2ヶ所）、横曽根山、金石が鳥屋山、別当山、辛山、勝蔵山、小塩沢山、芦沢山、東山、大根下山、白沢山、荒禿山、沼の沢山、波沢山、大幽山、大幽朝日岳、火奴山、大内木山
- 河川：伊南川、黒谷川

## 歴史
- 1889年（明治22年）4月1日 - 町村制の施行により、黒谷村、黒沢村、小川村、荒島村、熊倉村、亀岡村、長浜村、福井村、楢戸村の区域をもって発足。
- 1959年（昭和34年）8月1日 - 只見村に編入。同日朝日村廃止。只見村は即日町制施行して只見町となる。
  - 編入以前は只見村の村域が本村を挟んで東西に分裂していたが、編入によって解消した。

## 交通

### 道路
- 沼田街道（現・国道289号）